# Tecnología de visualización

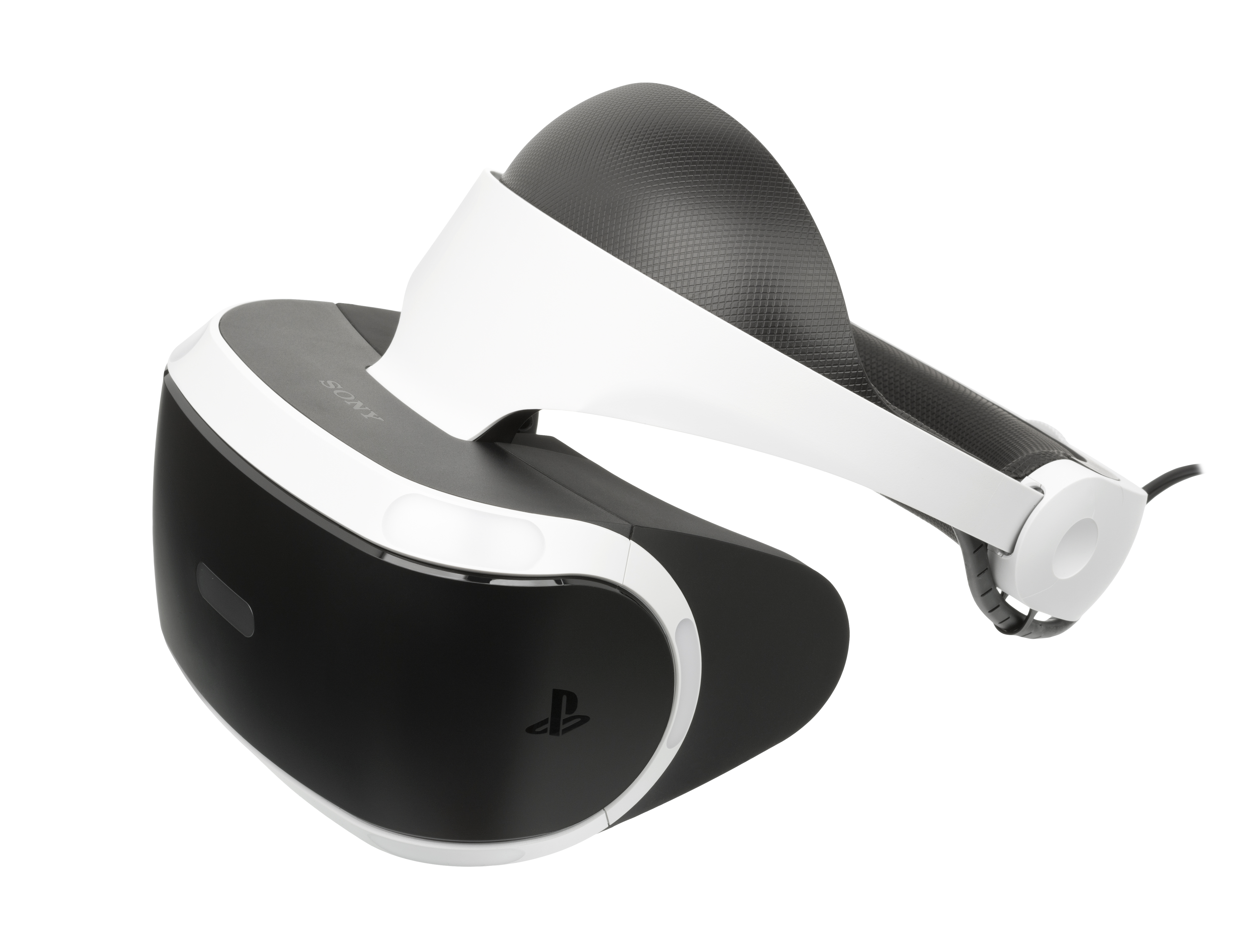
Casco de realidad virtual

La tecnología de visualización se asocia comúnmente con un dispositivo de salida y un mecanismo de proyección que presenta información en forma visual. La mayoría de las pantallas se utilizan en televisores, monitores de computadora y teléfonos móviles / teléfonos inteligentes. Los dispositivos eléctricos de visualización han evolucionado desde sistemas electromecánicos para visualizar texto, hasta las pantallas led capaces de visualizar gráficos 3D en color y con imágenes en movimiento. Los visualizadores más primitivos fueron los dispositivos mecánicos de las cajas registradoras sustituidos más tarde por los electromagnéticos, utilizando un solenoide de bobina para controlar una bandera visible o una pestaña. Se utilizaron para visualizar desde los precios del mercado de valores hasta la visualización de horarios salidas y llegadas en estaciones y aeropuertos. 
Pantallas de visualizaciónː El tubo de rayos catódicos fue el caballo de batalla en la tecnología visualización de texto y de vídeo durante varias década, hasta que fue desplazado por la pantalla de plasma, la pantalla de cristal líquido (LCD) y por dispositivos estado  sólido como LEDs y OLEDs. Con el advenimiento de los microprocesadores y otros dispositivos microelectrónicos, paneles con millones de "píxeles" han podido ser incorporados a los dispositivos de visualización, siendo capaces de mostrar gráficos o incluso imágenes de vídeo en pantallas gigantes de decenas de metros.

## Historia

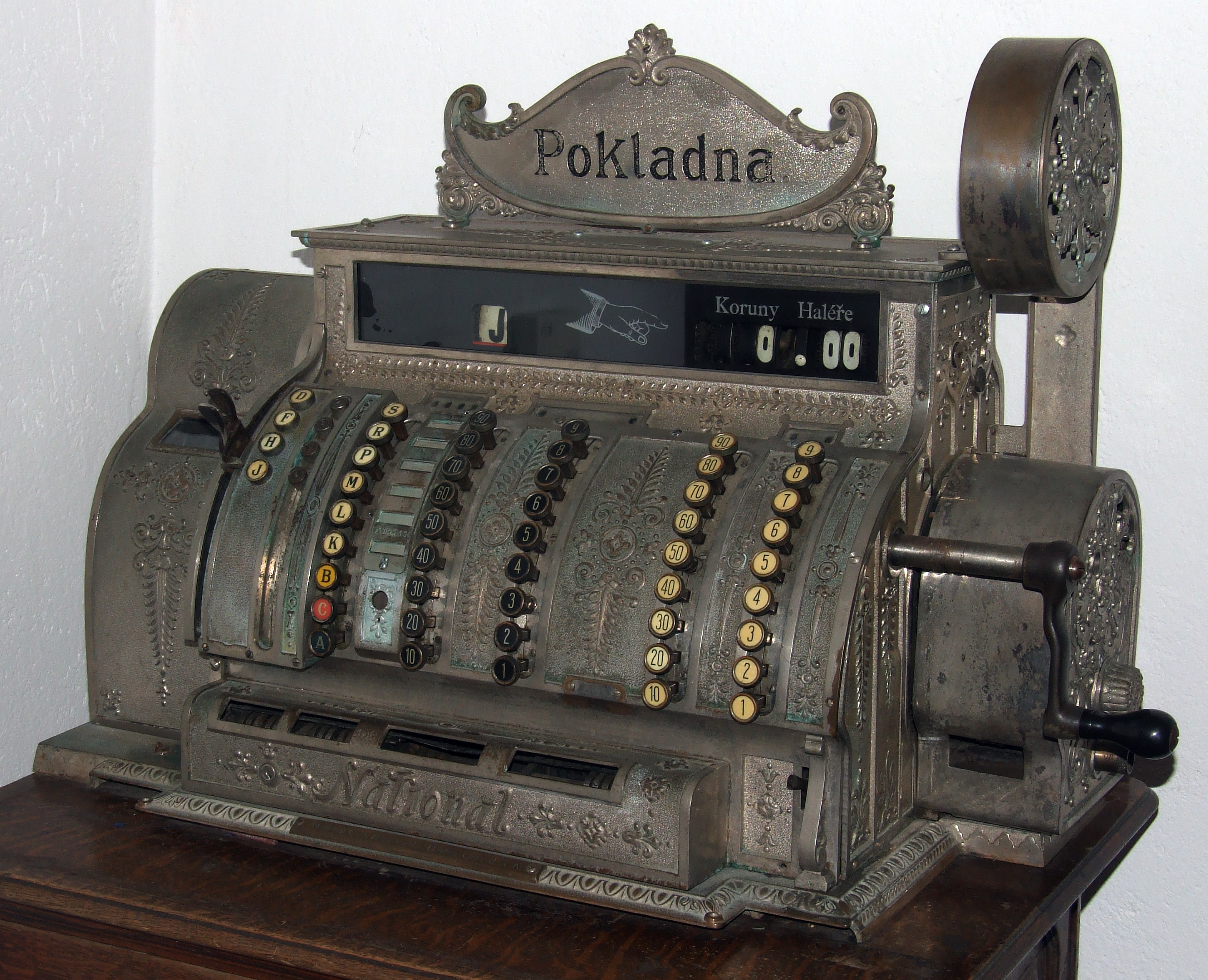
Caja registradora con visualizador mecánico

Uno de los visualizadores electrónicos primitivos fue el tubo de rayos catódicos (CRT), que fue presentado en 1922. El CRT consta de un cañón de electrones que genera imágenes mediante la modulación de un haz de electrones que impactan sobre una pantalla con recubrimiento de fósforo. El CRTs más primitivo era monocromo y se utilizó principalmente en osciloscopios y televisores en blanco y negro. El primer CRT comercial de color salió al mercado en 1954. Esta tecnología de visualización con el CRT como base fue prácticammente la única utilizada popularmente para televisores y monitores de ordenador o vídeo, durante más de medio siglo; no fue hasta la década del 2000 cuando la tecnología LCD empezó a reemplazarla gradualmente.
Un derivado del CRT fue el "tubo de almacenamiento", que tenía la capacidad de retener la información mostrada sobre un fósforo de alta persistencia, a diferencia del fósforo del CRT estándar que necesita ser refrescado periódicamente. En 1968, Tektronix introdujo el Tubo de Almacenamiento Bistable de Visión Directa, que fue utilizado ampliamente durante décadas en osciloscopios y terminales de ordenador.
El año 1968 se empezaron a construir pantallas led gigantes capaces de visualizar, a la luz del día, gráficos 3D en color e incluso imágenes en movimiento

## Tubo de rayos catódicos

### CRT (TRC) Monocromo
1922.- Tubo de rayos catódicos como pantalla de televisión en blanco y negro

### CRT (TRC) de Color
1954:- Pantalla de televisión en color "Shadow mask" basada en un triple cañón de electrones  : [1]

### Tubo Bistable de Visión-Directa
1968 Tubo CRT" biestable de almacenamiento de visión directa" que retiene la información estática que se  ha escrito empleando un fajo de electrones dirigible que puede ser modulado( encendido/apagado). En principio, el DVBST es similar a un Telesketch, y fue utilizado como pantalla vectorial en ordenadores primitivos y en osciloscopios.

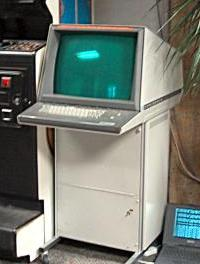
Tektronix 4014 con una pantalla de almacenamiento "DVBST"

## Visualizador de disco Flip-flap
1957 Visualizador Split-flap
1961 Visualizador Flip-Disc

## Pantalla de plasma monocroma
1964 Pantalla de plasma Monocroma

## Pantalla led
1968 Pantalla led: pantallas electrónicas con tecnología de LEDs, donde cada píxel es un led.

## Pantalla Eggcrate
1968 Pantalla eggcrate: método antiguo de mostrar caracteres alfanuméricos. Se compone de una matriz de bombillas incandescentes. Una máscara de espuma de caucho con una serie de orificios que rodea y sostiene las bombillas forma la estructura de la pantalla, haciendo que se asemeje a una caja de huevos.

## Visualizadorfluorescente
1967 Visualizador fluorescente de vacío utilizado en electrónica de consumo.

## Pantalla LCD Twisted-nematic
1971 Pantalla LCD Twisted-nematic

## Pantalla LCD Super-Twisted-nematic
1984 Pantalla Super-twisted nematic (STN LCD) mejorando las pantallas LCD de matriz pasiva, permitiendo por primera vez pantallas de más alta resolución con 540x270 píxeles.

## Visualizador Braille
1969 Visualizador Braille:

## Pantalla LCD TFT de color
1986 Pantalla de cristal líquido de película delgada de color:

## Proyector DLP
1987  La tecnología micro-electro-mecánica óptica que utiliza un dispositivo con microespejo digital.  Aunque el procedimiento "Digital Light Processing (DLP)" fue inventado por Texas Instrumentos, el primer proyector basado en DLP fue introducido por Digital Projection Ltd el 1997.

## Pantalla de plasma de color
1995  pantalla de plasma Full-color:

## Pantalla OLED
2003 Pantalla de diodos orgánicos emisores de luz (OLED): [8]
2003 Pantalla de matriz activa OLED (AMOLED): [9]

## Papel electrónico
2004 Papel electrónico:

## Pantalla electroluminescente
1974 Pantalla Electroluminescente (ELD): Funciona excitando átomos haciendo pasar una corriente eléctrica a través, forzando a que emitan fotones. Variando el material que se está excitando, se puede cambiar el color de la luz emitida . La Pantalla se construye utilizando cómo electrodos, tiras planas y opacas  paralelas entre sí, recubiertas con una capa de material electroluminescente, seguido por otra capa de electrodos, perpendicular a la capa inferior. Esta capa superior tiene que ser transparente para dejar pasar la luz. En cada intersección, el material se ilumina, generando un píxel.